# Diocesi di Mareotes
La diocesi di Mareotes (in latino Dioecesis Mareotensis) è una sede soppressa e sede titolare della Chiesa cattolica.

## Storia
Mareotes, identificabile con le rovine nei pressi del lago Maryut, è un'antica sede episcopale della provincia romana dell'Egitto Primo nella diocesi civile d'Egitto, ed era suffraganea del patriarcato di Alessandria.
Secondo l'opinione di Annick Martin, Mereotes, che era il nome di un distretto egiziano nei pressi di Alessandria, fu sede di una diocesi provvisoria, creata ad hoc per l'unico vescovo che si conosca, Ischira, meleziano, che, dopo il concilio di Tiro del 335, fu ordinato vescovo e come tale prese parte al concilio di Sardica nel 343/344 e successivamente a quello di Filippopoli.
A questa sede Fedalto e Worp assegnano anche il vescovo Pistos (337), il quale tuttavia fu un vescovo ariano che tentò di occupare la sede di Alessandria.
Dal 1933 Mareotes è annoverata tra le sedi vescovili titolari della Chiesa cattolica; dal 2 agosto 2016 il vescovo titolare è César Essayan, O.F.M.Conv., vicario apostolico di Beirut.

## Cronotassi

### Vescovi greci
- Ischira † (menzionato nel 343/344)

### Vescovi titolari
- Antonios Aziz Mina (21 dicembre 2002 - 3 gennaio 2006 confermato eparca di Giza)
- Botros Fahim Awad Hanna (6 settembre 2006 - 25 marzo 2013 nominato eparca di Minya)
- César Essayan, O.F.M.Conv., dal 2 agosto 2016